# Thời khắc sinh tử
Thời khắc sinh tử (tên gốc tiếng Anh: In Time) là một bộ phim hành động khoa học viễn tưởng Mỹ được biên kịch, đạo diễn và sản xuất bởi Andrew Niccol. Bộ phim khai thác ý tưởng về một thế giới mà ở đó con người sẽ bị giới hạn ở tuổi 25 và thời gian trở thành đơn vị tiền bạc theo nghĩa đen, giúp con người kéo dài thời gian sống.

## Nội dung
Will Salas (Justin Timberlake đóng), một thanh niên xuất thân từ khu ổ chuột và thời gian sống chỉ tính bằng "ngày qua ngày, giờ qua giờ". Hàng ngày, hai mẹ con anh phải lao động chân tay để kiếm thời gian sống. Trong thế giới Will sống, người giàu có thì tồn tại mãi muôn đời, còn người nghèo phải chết trong lúc còn thanh xuân. Cách duy nhất để tiếp tục được sống là mọi người phải kiếm, đánh cắp hoặc được thừa kế thời gian. Số phận của Will thay đổi khi anh cứu một quý ông thế lực khỏi tay những tên cướp thời gian. Sau đó, người đàn ông này cho Will toàn bộ hơn 100 năm anh ta có rồi tự vẫn. Chàng thanh niên khu ổ chuột bỗng chốc trở thành một "triệu phú thời gian", nhưng lại bị cảnh sát (Timekeeper) nghi ngờ giết người để chiếm thời gian sống. Đúng lúc này, bi kịch xảy đến với gia đình Will. Anh bỏ chạy tới New Greenwich, một khu dân cư giàu có. Tại đây, Will đã gặp Sylvia Weis (Amanda Seyfried đóng), một cô tiểu thư nhà giàu nhưng luôn cảm thấy bị gò bó, ngạt thở trong chính gia đình mình. Số phận đưa đẩy Will và Sylvia bước vào một cuộc chạy đua với thời gian, với tương lai, và với sinh mạng của bản thân.
Năm 2169, con người được biến đổi gen để ngăn chặn quá trình lão hóa vào sinh nhật lần thứ 25 của họ, thời gian từ đồng hồ trên cánh tay của họ sẽ bắt đầu đếm ngược, khi nó đến số không, con người "hết thời gian" và chết ngay lập tức. Thời gian trở thành đơn vị tiền tệ chung, được con người trao đổi trực tiếp với nhau hoặc được nhà nước cất giữ. Dayton là khu vực nghèo nhất, gọi là "khu ổ chuột" vì người dân nơi đây không ai có hơn 24 giờ trong đồng hồ. Trong khi đó ở New Greenwich, những người giàu có dư thừa thời gian để sống bất tử.
Will Salas là một công nhân nhà máy ở Dayton, anh thấy băng cướp do Fortis cầm đầu sắp trấn lột người đàn ông giàu có tên Henry Hamilton nên ra tay giải cứu anh ta. Hamilton đang có 116 năm trong đồng hồ nhưng cảm thấy chán sống. Anh ta tiết lộ rằng người giàu ở New Greenwich luôn được sống mãi, trong khi mọi thứ đều tăng giá khiến người nghèo chết liên tục. Sáng hôm sau, Hamilton chết sau khi chuyển toàn bộ thời gian của mình cho Will. Raymond Leon, người đứng đầu cơ quan cảnh sát, nghi ngờ Will đã sát hại Hamilton.
Will tìm đến người bạn thân Borel, tặng anh ta 10 năm và dự định cùng mẹ mình chuyển đến New Greenwich. Tuy nhiên giá xe buýt tăng đột ngột khiến mẹ của Will bị thiếu thời gian và chết trong vòng tay của anh. Đau khổ và tức giận, Will thề sẽ trả thù cho mẹ bằng cách lấy sạch mọi thứ từ tay người giàu ở New Greenwich.
Ở New Greenwich, Will vào một sòng bạc, gặp doanh nhân Philippe Weis và con gái ông ta, Sylvia Weis. Trong lúc chơi bài, Will sắp thua hết sạch thời gian nhưng cuối cùng đã thắng và lấy được 1000 năm. Anh được Sylvia mời tham dự bữa tiệc tại dinh thự của gia đình cô. Trong bữa tiệc, Raymond đến và đòi bắt giữ Will, tịch thu gần hết thời gian của anh và nói rằng nó không thuộc về người dân Dayton.
Will bỏ chạy, bắt Sylvia theo làm con tin và đưa cô đến Dayton. Băng cướp của Fortis đã phục kích và cướp thời gian của Will và Sylvia, khiến cả hai chỉ còn lại 30 phút. Will định lấy lại một ít thời gian từ Borel, nhưng vợ của Borel nói rằng anh ta đã dùng tận 9 năm để uống rượu thỏa thích đến chết. Will và Sylvia có thêm hai ngày nhờ bán đôi bông tai của Sylvia. Will gọi cho ông Philippe để yêu cầu 1000 năm tiền chuộc, bảo ông ta chuyển đến trạm thời gian dành cho người nghèo. Raymond tìm thấy Will, nhưng Sylvia đã bắn gã cảnh sát bị thương. Will và Sylvia cướp xe của Raymond, trước khi rời đi Will đã tặng một ít thời gian cho Raymond.
Will và Sylvia nảy sinh tình yêu với nhau, họ cướp ngân hàng của ông Philippe và phát thời gian cho người nghèo, nhưng nhận ra không thể thay đổi được gì khi giá cả mọi thứ ngày càng tăng lên nhanh hơn. Băng cướp của Fortis tấn công cả hai lần nữa, nhưng Will đã dùng mưu mẹo rút sạch thời gian của Fortis và bắn chết bọn thuộc hạ của hắn. Will và Sylvia đến công ty của ông Philippe để lấy chiếc hộp đựng một triệu năm trong két sắt của ông ta. Raymond đuổi theo cả hai về lại Dayton nhưng không thể ngăn họ chia thời gian cho người nghèo. Raymond đã quên nạp thêm thời gian nên bị hết giờ và chết trong cuộc rượt đuổi. Will và Sylvia cũng sắp hết giờ, nhưng may mắn giữ được mạng sống bằng cách lấy thời gian trong xe của Raymond.
TV đưa tin hàng loạt nhà máy ở Dayton phải đóng cửa khi người dân đã có thừa thời gian và từ bỏ công việc, họ bắt đầu di cư đến những thành phố lớn của người giàu. Chế độ độc tài Philippe cũng sụp đổ. Viên cảnh sát Jaeger ra lệnh cho các cảnh sát khác trở về nhà. Will và Sylvia tiếp tục đi cướp những ngân hàng lớn để lấy thời gian phát cho người nghèo.

## Diễn viên
- Justin Timberlake vai Will Salas
- Amanda Seyfried vai Sylvia Weis
- Cillian Murphy vai Raymond Leon
- Alex Pettyfer vai Fortis
- Vincent Kartheiser vai Philippe Weis
- Olivia Wilde vai Rachel Salas
- Matt Bomer vai Henry Hamilton
- Johnny Galecki vai Borel
- Yaya DaCosta vai Greta, vợ của Borel
- Collins Pennie vai Jaeger
- Ethan Peck vai Constantin
- Rachel Roberts vai Carrera
- August Emerson vai Levi
- Sasha Pivovarova vai Clara
- Jesse Lee Soffer vai Webb
- Bella Heathcote vai Michele Weis
- Toby Hemingway vai Kors
- Melissa Ordway vai Leila
- Jessica Parker Kennedy vai Edouarda
- Christoph Sanders vai Nixon
- Jeff Staron vai Oris
- Matt O'Leary vai Moser
- Nick Lashaway vai Ekman
- Ray Santiago vai Victa
- Kris Lemche vai Markus